# Miková

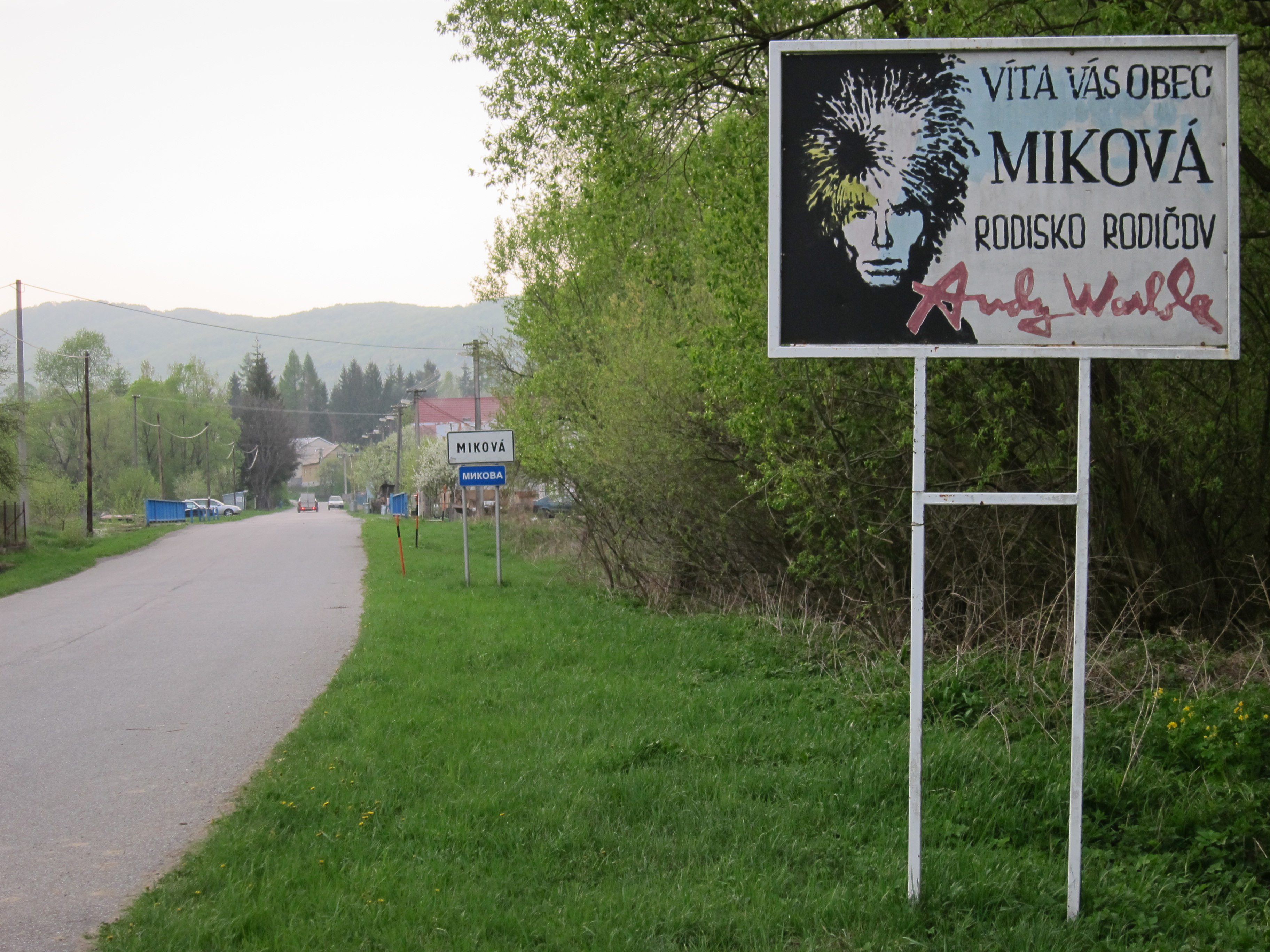
Obec se hlásí k nejznámějšímu potomkovi místních rodáků

Miková (rusínsky Микова, Mykova, maďarsky Mikó, německy Nickeshau) je malá obec na severovýchodě Slovenska, poprvé zmiňována v roce 1430 (1390). Nachází se v Nízkých Beskydech, 20 km po silnici od Stropkova, 14 km od Medzilaborců a 110 km od Košic. Žije zde 146 obyvatel. Narodili se zde rodiče Andyho Warhola, kteří v letech 1914 a 1921 emigrovali do Spojených států amerických, kde se narodily všechny jejich děti.

## Obyvatelstvo
Výsledky sčítání obyvatelstva v roce 2001 (173 obyvatel):
- podle národnosti
  - Rusíni 38,15 %
  - Slováci 30,06 %
  - Rómové 27,75 %
  - Ukrajinci 2,31 %
  - Češi 0,58 % (tzn. 1 obyvatel nebo obyvatelka obce se hlásí k české národnosti)
- podle vyznání
  - řeckokatolické 49,13 %
  - ortodoxní (pravoslavné) 38,73 %
  - římskokatolické 2,31 %
  - bez vyznání nebo neuvedli 1,16%

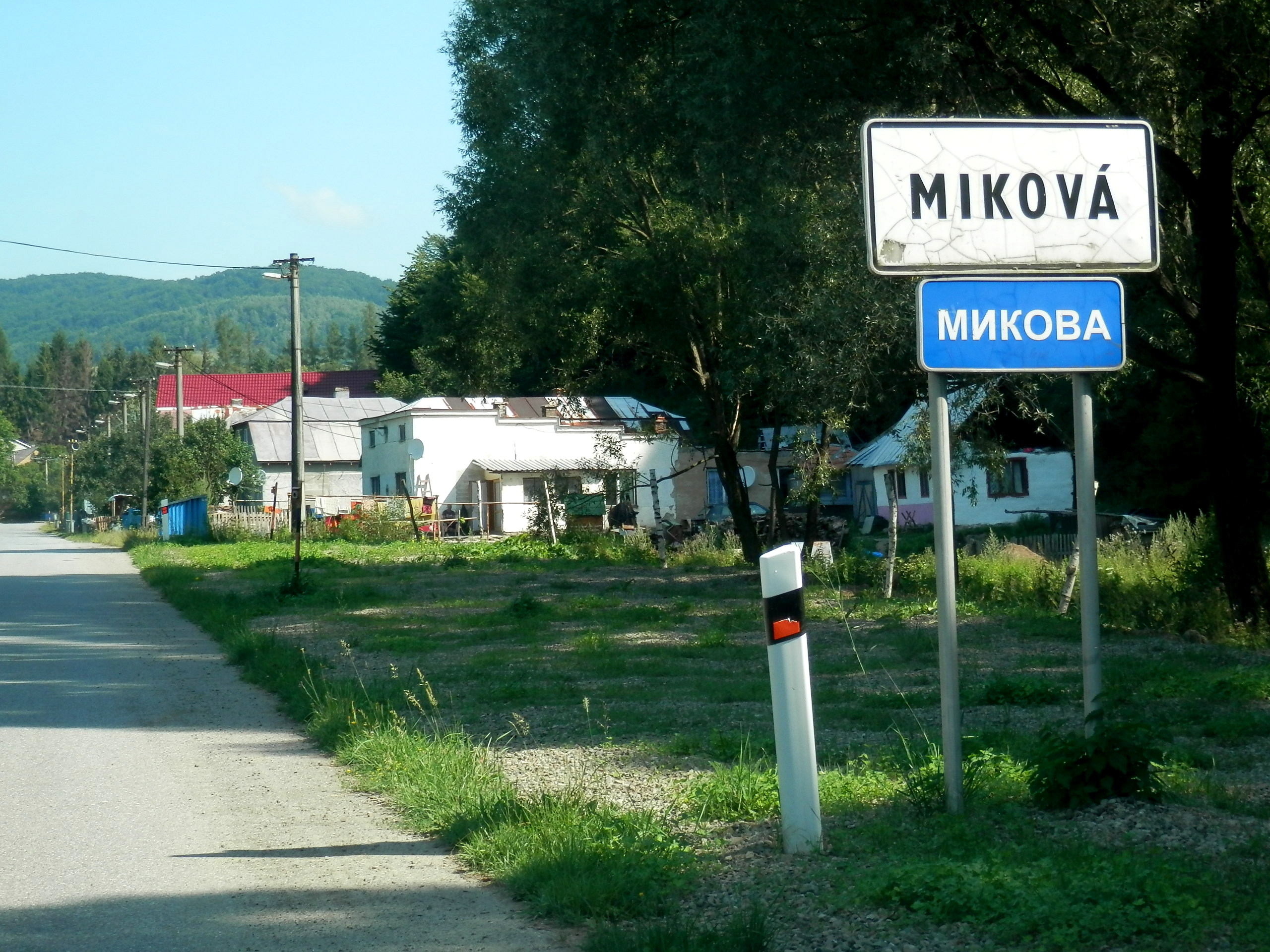
Název obce ve slovenštině a rusínštině

Druhým významným rodákem obce vedle rodičů Andyho Warhola je Vasil Choma (1927–2017), československý znalec ruské literatury, literární kritik, ministerský úředník, diplomat, pedagog a ve stáří účastník rusínského společenského života:
- 1969–1973 zástupce ministra kultury ČSSR
- 1973–1977 zástupce velvyslance ČSSR v Belgii
- 1977–1980 vedoucí oddělení Benelux/Jižní Evropa ministerstva zahraničí
- 1980–1984 velvyslanec ČSSR v Zairu (nynější Demokratická republika Kongo)
- 1984–1985 poradce ministra
- 1985–1988 Slovenská národní rada
- 1988–1993 pedagogická fakulta Univerzity Komenského v Bratislavě

## Festival
Obec každoročně pořádá v polovině léta Mikovský festival rusínskej kultúry na počesť Andyho Warhola. V roce 2018 se konal jeho 27. ročník.

## Památky
- Chrám svatého archanděla Michaela – řeckokatolický kostel z roku 1760[6][7] (1742[2], 1745[8]). Národní kulturní památka Slovenska[8]

## Těžba ropy
V obci se od roku 1913 do roku 1951 těžila ropa. Celkem bylo vyvrtáno 17 vrtů hlubokých 50 až 250 metrů. Bylo vytěženo asi 226,6 tisíc tun ropy (údaj 500 tun je zjevně chybný, protože neodpovídá jiným číslům zmiňovaným v textu).

## Jiné
Obec vlastní velký objekt bývalé školy v přírodě, pro který hledá vhodné využití.